# José Font Fargas
José Font y Fargas (Prats de Llusanés, 1872-Barcelona, 22 de junio de 1944) fue un maestro nacional y periodista español.

## Biografía
Residió en Barcelona, donde fue redactor del semanario carlista Lo Mestre Titas (1897-1900) y director de Lo Teatro Católich (1899-1901). Más tarde fue colaborador de La Bandera Regional (1907-1912) y de El Tradicionalista (1903-1910), periódico que dirigía en Gerona su hermano Joaquín.
Trasladado a Lérida, en 1910 fundó El Correo Leridano, periódico jaimista que dirigió hasta 1913, año en que, a causa de un enfrentamiento con las autoridades jaimistas locales por cuestiones de política municipal, pasó a dirigir El Radical, semanario de la «Joventut Carlista» y que seguía una línea marcadamente germanófila y mellista. A causa de ello, fue expulsado de la Comunión Tradicionalista por la Junta Provincial de Lérida.
Maestro nacional de profesión, a finales de la década de 1910 fue propagandista de la Confederación Nacional Católico-Agraria, que contribuyó a extender en las islas Baleares. En los años 20 formó parte del Círculo Social Tradicionalista de Barcelona, apoyó la dictadura de Primo de Rivera y reconoció como rey a Alfonso XIII.
Durante la Segunda República se reintegró en la Comunión Tradicionalista y presidió el Círculo Tradicionalista del distrito I de Barcelona.
En los años 30 y 40 fue colaborador de la Enciclopedia Espasa, en la que también colaboraron otros carlistas como Dalmacio Iglesias, Antonio Pérez de Olaguer, José Bernabé Oliva o Emilio Rodríguez Tarduchy.
Estuvo casado con Mercedes Cots Soler, con quien tuvo por hijas a Juana (1896-1911), Antonia, Luisa, Elvira, Montserrat y Concepción Font Cots. Era hermano del también periodista carlista Joaquín Font y Fargas, asesinado en 1936.